# Gertrude von Petzold
Gertrude von Petzold (ur. 9 stycznia 1876 w Toruniu, zm. 14 marca 1952 w Bad Homburg) – niemiecka pastorka unitariańska, działaczka na rzecz praw kobiet i przeciwniczka nazistów. Była pierwszą w historii kobietą w Wielkiej Brytanii i w Europie pełniącą funkcję pastorki, a potem pierwszą kobietą w Niemczech, która obroniła habilitację z germanistyki na Uniwersytecie w Kilonii.

## Pochodzenie i studia
Urodziła się w Toruniu, w ówczesnych Prusach Zachodnich, jako córka Paula von Petzold i Magdalene von Wedelstaedt. Jej ojciec był pruskim oficerem piechoty, a rodzina była głęboko luterańska i Gertrude otrzymała staranne wykształcenie. Jej rodzina była niemiecka, ale nie jest jasne czy umiała także mówić po polsku.
W 1895 rozpoczęła studia na szkockim Uniwersytecie w St. Andrews, które po 1897 roku kontynuowała na Uniwersytecie w Edynburgu, który ukończyła z tytułem magistra w 1901 roku. Jej wybór Szkocji na miejsce studiów był spowodowany większą swobodą intelektualną i większą akceptacją dla kobiet w Wielkiej Brytanii niż w Niemczech. W tym samym okresie zaczęła wyraźnie dystansować się od swojego luterańskiego wychowania, uważając je za zbyt dogmatyczne i konserwatywne.
W 1901 roku rozpoczęła trzyletnie studia teologiczne na Manchester College w Uniwersytecie Oksfordzkim, osobnym liberalnym college’u ufundowanym dla kształcenia duchownych unitariańskich. Choć była to uczelnia liberalna, to jej koledzy ze studiów odmawiali jedzenia posiłków razem z nią na wspólnej stołówce.

## Praca pastorki (1904-1934)
Po ukończeniu studiów, jej marzenie zostania pastorką spełniło się gdy na duchownego powołała ją Narborough Road Free Christian Church w Leicester. Gertrude wygrała konkurs o to stanowisko z kilkoma mężczyznami. Jej wprowadzenie w urząd – jako pierwszej kobiety pastorki w Wielkiej Brytanii i Europie nastąpiło 29 września 1909. Wydarzenie to odbiło się szerokim echem w całej Europie, informowała o tym także polskojęzyczna prasa w tym Gazeta Toruńska w dn. 23 kwietnia 1905:
„Panna Petzold, której ojciec swego czasu był kapitanem w 61 pułku piechoty w Toruniu, została świeżo w Leicester w Wielkiej Brytanii wprowadzona w urząd pastora anglikańskiego kościoła niezależnego. Panna Petzold zdała w Szczecinie egzamin jako nauczycielka, potem studiowała dwa lata na uniwersytecie w St. Andrews w Szkocji, następnie zdała w Edynburgu egzamin jako <magister ortium>, dalej słuchała jeszcze przez sześć półroczy teologii w Oxfordzie i Berlinie, poczem formalnie została wprowadzona w urząd pastora w Leicester. Pierwsze kazanie wygłosiła w szarym płaszczu pastorskim o białej podszewce. W kościele katolickim kobiety nie mają wstępu na kazalnicę.”
W latach 1908–1910 przebywała w USA, pełniąc funkcję pastorki unitariańskiej w Des Moines w stanie Iowa i wiążąc się z tamtejszą grupką pastorek z tzw. Iowa Sisterhood i angażując się w ruch sufrażystek. W 1910 roku opuściła USA. Zanim powróciła do Wielkiej Brytanii, wygłaszała kazania w liberalnych parafiach w kalwińskich w Bremie, Zurychu i Bazylei, wiele lat wcześniej zanim tamtejsze kościoły pozwoliły na ordynację kobiet. Fakt, że była kobietą pastorką przyciągał na jej kazania tłumy ciekawych.
Po powrocie do Wielkiej Brytanii była w latach 1911–1914 pastorką w Waverley Road Church i Small Heath Unitarian Chapel w Birmingham.
Po wybuchu I wojny światowej jako obywatelka Cesarstwa Niemieckiego została zmuszona do repatriacji do Niemiec. Początkowo pełniła funkcję pastorki Amerykańskiego Kościoła w Berlinie, jednocześnie rozpoczęła studia doktoranckie z germanistyki na Uniwersytecie w Tybindze, który obroniła już w 1917 roku. W 1918 roku objęła funkcję proboszcza małej, niezależnej parafii w Królewcu, a od 1923 roku w Tylży.
Jeszcze w 1918 roku wstąpiła do Socjaldemokratycznej Partii Niemiec (SPD), z ramienia której sprawowała funkcję miejskiej radnej w Królewcu do 1923 roku.
Jej działalność polityczna i religijna sprawiła, że była zdecydowaną przeciwniczką partii nazistowskiej. W 1934 rozwiązano wolne kościoły protestanckie w III Rzeszy i jej kariera jako duchownej dobiegła końca. Zwolniono ją wtedy także z funkcji wykładowcy angielskiego i pozostawała pod obserwacją gestapo.

## Dalsze lata
Nie mogąc pracować jako duchowna, rozpoczęła starania o habilitację z germanistyki na Uniwersytecie we Frankfurcie, które zwieńczyła sukcesem już w 1941 roku jako pierwsza Niemka w historii. Jej postawa polityczna i religijna (w 1940 roku wstąpiła do pacyfistycznych kwakrów) sprawiła, że nie uzyskała stopnia profesorskiego.
Po zakończeniu II wojny światowej zaangażowała się w niesienie pomoc uchodźcom z Prus Wschodnich, a potem uchodźcom politycznym z NRD. Przez całe życie utrzymywała kontakty z przyjaciółmi w Wielkiej Brytanii i USA.
Nigdy nie założyła rodziny – zmarła w zapomnieniu w 1952 roku w Bad Homburg, w Niemczech zachodnich.